# Wakefield - Nascosto nell'ombra
Wakefield - Nascosto nell'ombra (Wakefield) è un film del 2016 scritto e diretto da Robin Swicord, con protagonista Bryan Cranston.
La pellicola è l'adattamento cinematografico del racconto breve Wakefield di E. L. Doctorow, pubblicato sul The New Yorker il 14 gennaio 2008, a sua volta ispirato da un racconto del 1835 di Nathaniel Hawthorne.

## Trama
Un uomo distinto, un professionista pendolare, stanco della routine e dei litigi per gelosia con la moglie, prima di rientrare in casa, sale per caso sulla soffitta del garage e decide di rimanerci per mesi, dandosi per scomparso. Da qui comincia una vita di stenti e di riflessioni. Mangerà da lì in poi, avanzi di cibo che troverà rovistando tra i rifiuti, e vivrà una vita semplice e critica su se stesso, senza alcuna ambizione, e il tutto, mentre continuerà costantemente ad osservare la sua famiglia dalla finestra.
Rivive così i ricordi di quando conobbe la moglie, e delle sue figlie che crescono ogni giorno di più. Quando capisce che il successo nel lavoro lo aveva portato a smarrire il suo percorso di padre e marito, comincia a meditare sul suo ritorno. Nel frattempo scorge nella moglie un interessamento verso un altro uomo, un suo vecchio amico, lo stesso a cui aveva rubato la ragazza, divenuta poi la sua sposa. Questo lo costringe ad agire di fretta, per recuperare la sua immagine, per giocarsi ancora la posta più alta in palio, l'amore di sua moglie.

## Produzione
Le riprese del film sono iniziate il 30 novembre 2015 a Pasadena e sono terminate l'8 gennaio 2016.

## Promozione
Il primo trailer del film viene diffuso il 18 aprile 2017.

## Distribuzione
Il film è stato presentato al Telluride Film Festival il 2 settembre 2016 e successivamente al Toronto International Film Festival il 9 settembre.
È stato poi distribuito nelle sale cinematografiche statunitensi a partire dal 19 maggio 2017 e in video on demand dal 26 maggio.

## Riconoscimenti
- 2016 - Hamptons International Film Festival
  - Miglior regista donna a Robin Swicord
- 2016 - California on Location Awards
  - Candidatura per il miglior film indipendente